# Stazione di Acquanegra Cremonese
Stazione di Acquanegra Cremonese vasútállomás Olaszországban, Acquanegra Cremonese településen.

## Vasútvonalak
Az állomást az alábbi vasútvonalak érintik:
- Pavia–Mantua-vasútvonal

## Kapcsolódó állomások
A vasútállomáshoz az alábbi állomások vannak a legközelebb:
- Stazione di Cava Tigozzi
- Stazione di Ponte d'Adda